# Đường sắt Cầu Giát – Nghĩa Đàn
Đường sắt Cầu Giát – Nghĩa Đàn là một tuyến đường sắt có tổng chiều dài là 30 km được xây dựng năm 1966 thuộc tỉnh Nghệ An, Việt Nam. Tuyến đường sắt này bắt đầu từ ga Cầu Giát thuộc huyện Quỳnh Lưu, tỉnh Nghệ An và điểm cuối là ga Nghĩa Đàn, huyện Nghĩa Đàn. Tuyến đường này có thể kết nối với tuyến đường sắt Bắc - Nam. Hiện tuyến đường sắt này đã ngưng hoạt động tàu khách vào năm 2006, tàu hàng vào năm 2012 và toàn bộ tuyến bị bỏ hoang. Cho đến nay, tuyến đường sắt đã bị xuống cấp trầm trọng. Các đường ray có dấu hiệu bị hoen rỉ, một số đường liên kết với đường bộ cũng bị chèn bê-tông lên để thuận tiện việc đi lại, các lối đường sắt cũng trở thành khu vui chơi và chăn nuôi gia súc, một số đường ray bị sạt lở đất đá chặn lại. Về phía ga Nghĩa Đàn thì nhà ga này bị bỏ hoang và xuống cấp.